# 衞楨固
衞楨固（1606年—1644年），字屏君，别號紫嵐，陝西韓城縣人。明朝政治人物，官至雲南道監察御史。明亡，自盡殉國。

## 生平
衞楨固少負奇氣，喜談兵法。崇祯六年癸酉陕西鄉試舉人，崇禎七年（1634年）甲戌科會試一百三十三名，三甲二十一名進士。都察院觀政，六月授開封府推官，十三年行取入京。當時亂軍四起，衞楨固防備有方。崇禎十四年（1641年）九月，舉卓異，召對紫禁城中左門，拜雲南道監察御史，巡视芦沟桥。次年，受命巡按眞定等處。
崇禎十七年（1644年）正月，李自成大軍陷河東諸郡，大學士李建泰請禦，命衛楨固監軍。三月，李自成破北京，楨固誓言殉國。有參將王燝以二百兵士隨征，行至大石橋，遇賊數萬騎。楨固令王燝死戰，全軍覆沒，二人皆被俘。闖軍丞相牛金星，記恨楨固在開封任職時舊事，將其下獄。後來李自成兵敗西逃，衛楨固逃脫，進入五臺山西北峪，留下絕命辭之後自盡。《甲申傳信錄》誤傳其降闖軍。

## 著作
巡按眞定時，所上疏稿集為《眞定奏疏》一卷。《四庫全書》存目。

## 家族
曾祖卫鸾；祖卫世约；父卫槚，儒官。子衞執蒲，字禹濤，清順治十八年（1661年）辛丑科進士。初授監察御史，亦得雲南道。官至左都御史。曾刊刻父親奏疏，并將己疏一册附刻其後。